# تاياباس
تاياباس (بالإنجليزية: Tayabas) هي مدينة في الفلبين، تتبع كزون، بلغ عدد سكانها 99٬779  نسمة، في 15 أغسطس 2015، تبلغ مساحتها 230٫95 كيلومتر مربع، رمزها البريدي هو 4327.

## الموقع
تشترك في الحدود مع:
- لوسينا (الفلبين)
- Atimonan [الإنجليزية]‏
- Pagbilao [الإنجليزية]‏.

## المناخ
يظهر الجدول التالي التغييرات المناخية على مدار السنة لتاياباس:
| البيانات المناخية لـتاياباس       | البيانات المناخية لـتاياباس | البيانات المناخية لـتاياباس | البيانات المناخية لـتاياباس | البيانات المناخية لـتاياباس | البيانات المناخية لـتاياباس | البيانات المناخية لـتاياباس | البيانات المناخية لـتاياباس | البيانات المناخية لـتاياباس | البيانات المناخية لـتاياباس | البيانات المناخية لـتاياباس | البيانات المناخية لـتاياباس | البيانات المناخية لـتاياباس | البيانات المناخية لـتاياباس |
| الشهر                             | يناير                       | فبراير                      | مارس                        | أبريل                       | مايو                        | يونيو                       | يوليو                       | أغسطس                       | سبتمبر                      | أكتوبر                      | نوفمبر                      | ديسمبر                      | المعدل السنوي               |
| --------------------------------- | --------------------------- | --------------------------- | --------------------------- | --------------------------- | --------------------------- | --------------------------- | --------------------------- | --------------------------- | --------------------------- | --------------------------- | --------------------------- | --------------------------- | --------------------------- |
| الدرجة القصوى °م (°ف)             | 32.0 (89.6)                 | 32.5 (90.5)                 | 33.5 (92.3)                 | 36.0 (96.8)                 | 36.0 (96.8)                 | 35.5 (95.9)                 | 34.6 (94.3)                 | 35.6 (96.1)                 | 35.0 (95.0)                 | 35.0 (95.0)                 | 33.2 (91.8)                 | 32.4 (90.3)                 | 36.0 (96.8)                 |
| متوسط درجة الحرارة الكبرى °م (°ف) | 27.7 (81.9)                 | 28.5 (83.3)                 | 30.0 (86.0)                 | 31.8 (89.2)                 | 32.4 (90.3)                 | 31.7 (89.1)                 | 31.0 (87.8)                 | 31.1 (88.0)                 | 30.9 (87.6)                 | 30.2 (86.4)                 | 29.3 (84.7)                 | 27.9 (82.2)                 | 30.2 (86.4)                 |
| المتوسط اليومي °م (°ف)            | 24.8 (76.6)                 | 25.3 (77.5)                 | 26.4 (79.5)                 | 27.8 (82.0)                 | 28.3 (82.9)                 | 27.9 (82.2)                 | 27.3 (81.1)                 | 27.4 (81.3)                 | 27.1 (80.8)                 | 26.8 (80.2)                 | 26.3 (79.3)                 | 25.1 (77.2)                 | 26.7 (80.1)                 |
| متوسط درجة الحرارة الصغرى °م (°ف) | 21.9 (71.4)                 | 22.0 (71.6)                 | 22.8 (73.0)                 | 23.8 (74.8)                 | 24.2 (75.6)                 | 24.0 (75.2)                 | 23.6 (74.5)                 | 23.6 (74.5)                 | 23.3 (73.9)                 | 23.4 (74.1)                 | 23.3 (73.9)                 | 22.4 (72.3)                 | 23.2 (73.8)                 |
| أدنى درجة حرارة °م (°ف)           | 17.5 (63.5)                 | 16.8 (62.2)                 | 17.9 (64.2)                 | 18.3 (64.9)                 | 20.6 (69.1)                 | 21.0 (69.8)                 | 18.9 (66.0)                 | 19.3 (66.7)                 | 19.4 (66.9)                 | 19.4 (66.9)                 | 18.6 (65.5)                 | 18.7 (65.7)                 | 16.8 (62.2)                 |
| معدل هطول الأمطار مم (إنش)        | 163.0 (6.42)                | 111.4 (4.39)                | 107.1 (4.22)                | 109.5 (4.31)                | 161.2 (6.35)                | 225.5 (8.88)                | 273.8 (10.78)               | 185.1 (7.29)                | 274.2 (10.80)               | 494.1 (19.45)               | 529.7 (20.85)               | 421.0 (16.57)               | 3٬055٫8 (120.31)            |
| متوسط الأيام الممطرة (≥ 0.1 mm)   | 18                          | 13                          | 10                          | 9                           | 13                          | 15                          | 18                          | 17                          | 18                          | 22                          | 23                          | 22                          | 198                         |
| متوسط الرطوبة النسبية (%)         | 86                          | 85                          | 84                          | 81                          | 82                          | 84                          | 85                          | 85                          | 86                          | 86                          | 87                          | 87                          | 85                          |
| المصدر: PAGASA                    |                             |                             |                             |                             |                             |                             |                             |                             |                             |                             |                             |                             |                             |

## أعلام
- هايدي مندوزا